# Pingyao
Pingyao (Chinees: 平遥, pinyin: píngyáo) is een Chinese stad bijna 600 kilometer ten zuidwesten van hoofdstad Peking en op 80 kilometer van de provinciehoofdplaats Taiyuan. Pingyao ligt in de provincie Shanxi.
Pingyao staat bekend als de best bewaard gebleven omwalde stad van China. De stad telt 40.000 inwoners.
Pingyao is een bijzonder goed bewaard gebleven traditionele Han-stad. Om de stad ligt een compleet intacte, zes kilometer lange stadsmuur uit de Ming-dynastie.
De oude tempels of huizen binnen de stad geven een goed beeld van de architectuur en stadsplanning in het oude Keizerrijk China. Pingyao was tijdens de Ming- en Qing-dynastie een bloeiende handelsplaats, vandaar dat hier de eerste banken ontstonden en Pingyao zich ontplooide tot financieel hoofdkwartier van de Qing dynastie.
Bezienswaardigheden:
- Gebouwen in Ming-architectuur en de stadsmuren
- Rishengchang museum: oudste bankgebouw van China
- Wen Miao: zeer actieve confucianistische tempel met mooie afbeeldingen
- Shuanglinklooster: 7 km ten zuiden van Pingyao, zeer mooi tempelcomplex maar niet meer actief.
- Wang Jia Dayuan, impressionant woningcomplex rond een binnenplaats
- Negen-Drakenscherm

In 1997 werd de stad door UNESCO tot werelderfgoed verklaard.

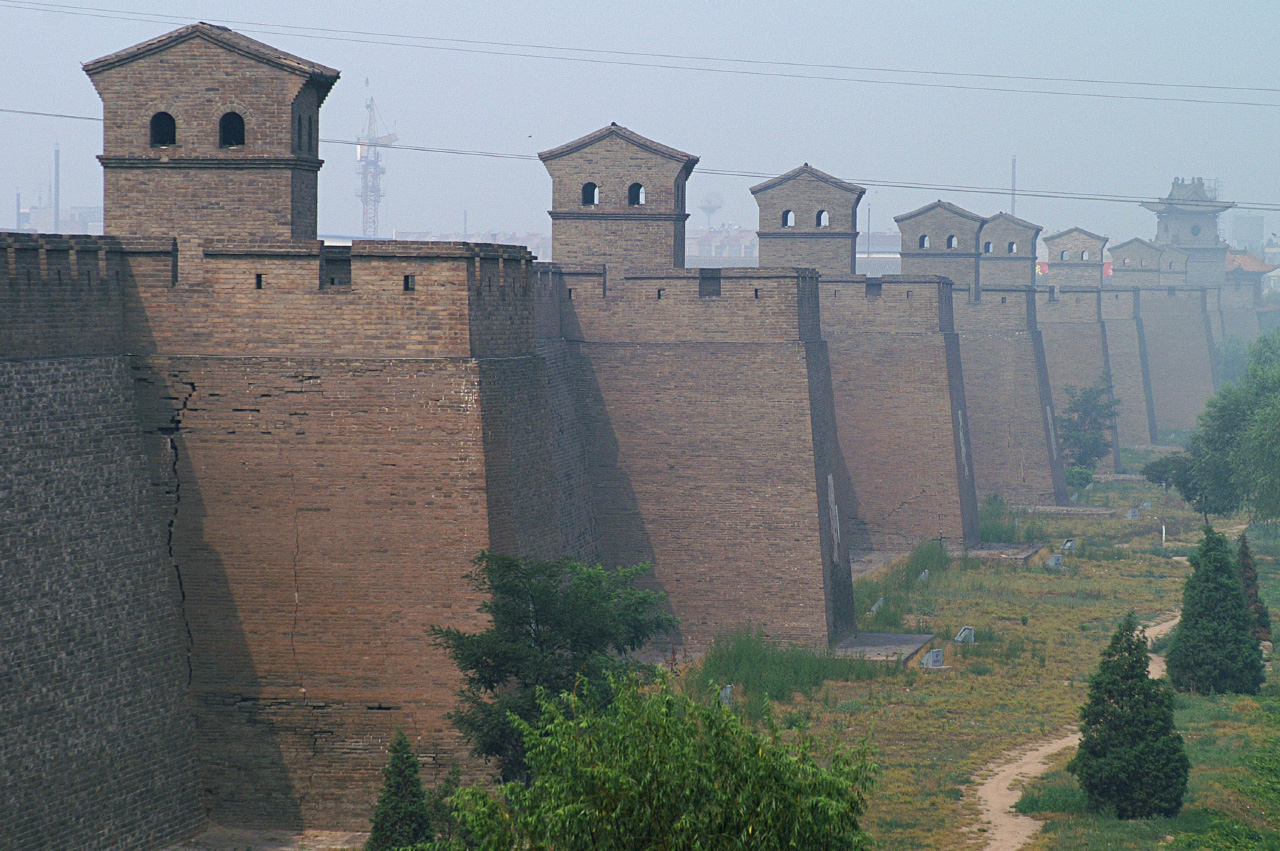
Stadsmuur
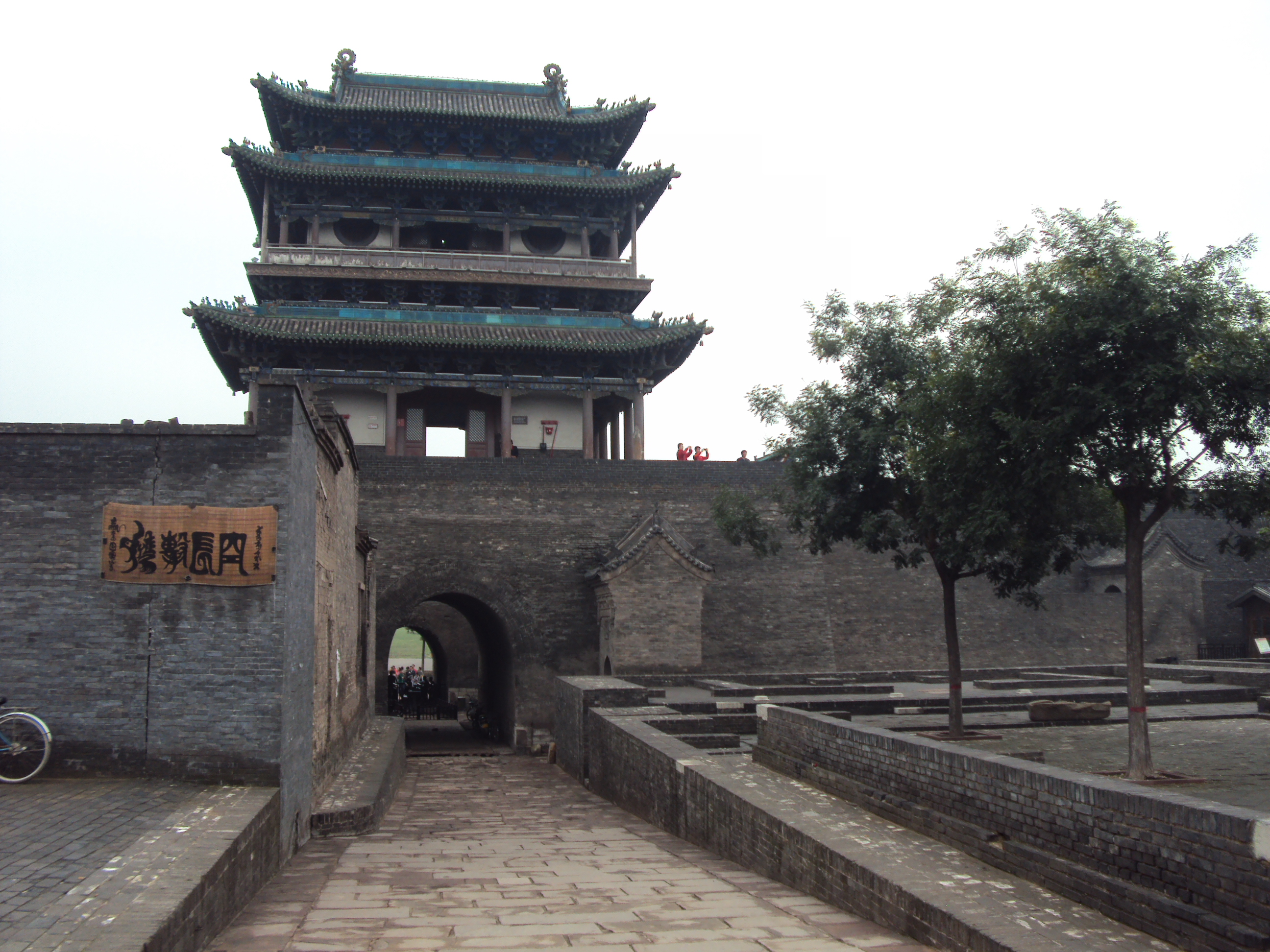
Stadspoort
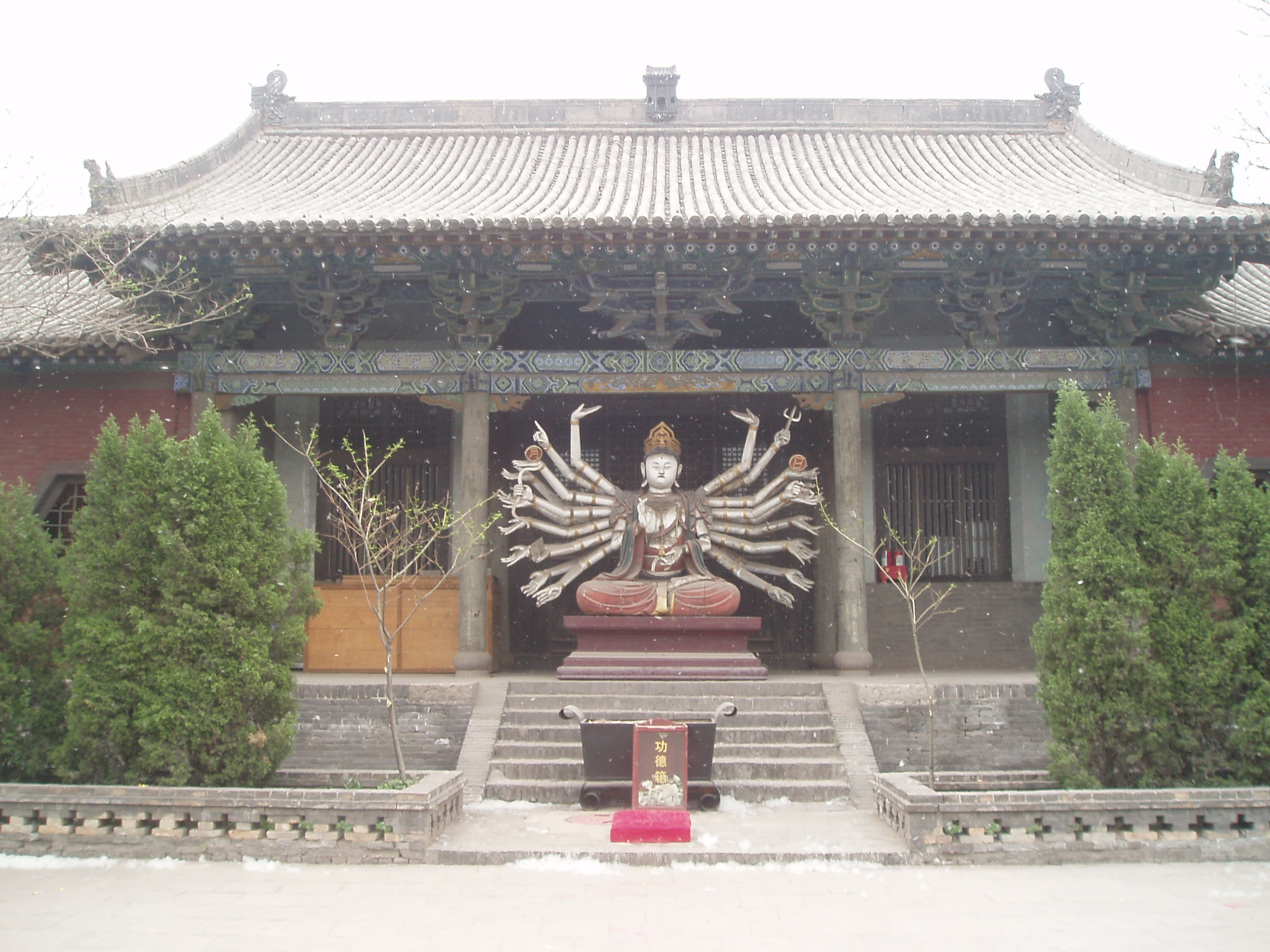
Shuanglintempel

Chinese Muur · Heilige berg Taishan · Verboden Stad · Paleis van Mukden · Mogaogrotten · Mausoleum van de eerste Qin-keizer · Vindplaats van de Pekingmens in Zhoukoudian · Berglandschap van Huang Shan · Jiuzhaigou-vallei · Huanglong · Wulingyuan · Bergresidentie en afgelegen tempels van Chengde · Tempel en begraafplaats van Confucius en het huis van de familie Kong in Qufu · Oud gebouwencomplex in de Wudangbergen · Historisch ensemble van het Potala-paleis in Lhasa · Jokhangtempel · Norbulingkatempel · Nationaal park Lushan · Landschap rond de berg Emei, inbegrepen het gebied van de Grote Boeddha van Leshan · Oude stad Lijiang · Oude stad Pingyao · Suzhou · Zomerpaleis, een keizerlijke tuin in Peking · Tempel van de hemel, een keizerlijk offeraltaar in Peking · Rotssculpturen van Dazu · Wuyigebergte · Oude dorpen in zuidelijk Anhui - Xidi en Hongcun · Keizerlijke paleizen van de Ming- en Qing-dynastieën in Peking en Shenyang · Grotten van Longmen · Qingcheng en Dujiangyan-irrigatiesysteem · Grotten van Yungang · Beschermd gebied van drie parallelle rivieren in Yunnan · Hoofdsteden en graven van het oude koninkrijk Koguryo · Historisch centrum van Macau · Reservaten van de reuzenpanda in Sichuan · Yinxu · Diaolou en dorpen in Kaiping · Zuid-Chinese karstlandschap · Tulou in Fujian · Nationaal park Sanqingshan · Wutai Shan · Cultuurlandschap van het Westelijke Meer van Hangzhou · Tian Shan in Xinjiang · Cultuurlandschap van rijstterrassen van de Hani in Honghe · Het Grote Kanaal · Zijderoute: het wegennetwerk van de Chang'an-Tiensjancorridor · Sites van de Tusi · Cultuurlandschap met rotstekeningen van Zuojiang Huashan · Hubei Shennongjia · Qinghai Hoh Xil · Gulangyu: een historische internationale nederzetting · Fanjingshan · Archeologische ruïnes van de stad Liangzhu · Trekvogelreservaten langs de kust van de Gele Zee en de Golf van Bohai · Quanzhou
- Bibliothèque nationale de France: cb14610802v (data)
- Nationale Bibliotheek van Tsjechië: ge591207
- Virtual International Authority File: 126891451